# Distretto di Xiaoting
Il distretto di Xiaoting (猇亭区S, Xiāotíng QūP) è un distretto della Cina, situato nella provincia di Hubei e amministrato dalla prefettura di Yichang.